# Alain Keler
Alain Keler (* 20. září 1945, Clermont-Ferrand) je francouzský fotograf, fotoreportér a dokumentární fotograf.

## Životopis

### Rodina, dětství
Alain Keler se narodil v roce 1945 v Clermont-Ferrand kam se jeho rodiče uchýlili, aby unikli před antisemitským pronásledováním. Pochází z rodiny, jehož polští židovští prarodiče dorazili do Francie na počátku 20. století. S jejich nejmladší dcerou ve věku jedenácti byli její prarodiče zatčeni v Clermont-Ferrand 18. listopadu 1943, poté deportováni konvojem číslo 66 do Osvětimi v lednu 1944. Jeho otec byl výrobcem koženého zboží.

### Profesionální kariéra
Alain Keler své první fotografie pořídil ve svých šestnácti letech. Do agentury Sygma nastoupil v roce 1975. Vstoupil do agentury Gamma, poté v roce 1989 spoluzaložil agenturu Odyssey images. Od roku 2008 je členem agentury MYOP.
Dokumentoval všechny hlavní konflikty od poloviny 70. let: Izrael, hnutí Solidarność v Polsku, Severním Irsku, vzpouru studentů na náměstí Nebeského klidu v Pekingu, hladomor v Etiopii, války v Libanonu, Salvadoru a Čečensku.
Souběžně s prací na zakázku produkoval několik dalších osobních fotografických dokumentů. Fotografuje každodenní život, včetně života své vlastní rodiny. Několik let až do jejich smrti sledoval stárnutí svých rodičů a pravidelně na svém blogu zveřejňoval fotografie své matky, která pak trpěla Alzheimerovou chorobou.
Dne 23. dubna 2002 byl Alain Keler během fotografování a sbírání informací k článku o Ingrid Betancourtové pro časopis Marie Claire zadržen a poté propuštěn revolučními ozbrojenými silami Kolumbie (FARC).
Již více než 10 let fotografuje stav Romů v celé Evropě. Emmanuel Guibert této zprávě věnoval komiks, původně publikovaný jako seriál v časopise XXI. Album kombinující fotografickou reportáž a komiks vyšlo v roce 2011 v edicích Les Arènes pod názvem Des Nouvelles d'Alain.
Alain Keler vyhrál Grand Prix Paris Match za fotožurnalistiku v roce 1986 za zprávu Éthiopie, déportation des Éthiopiens du nord vers le sud (Etiopie, deportace Etiopanů ze severu na jih), World Press Photo v roce 1986 (kategorie příroda), cenu W. Eugena Smitha v roce 1997 za práci o menšinách v exkomunistickém světě nebo jeden z grantů 3P Yanna Arthuse-Bertranda v roce 2004 na projekt izraelsko-palestinského konfliktu.

## Publikace
- 1995: La Tunisie aujourd’hui, de Jean-Claude Klotchkoff, photos d’Alain Keler, Les Éditions du Jaguar, ISBN 978-2-86950-251-2
- 2000: Vents d’est, les minorités dans l’ex-monde communiste, avec Véronique Soulé, 199 s., Marval ISBN 2-86234-294-7 • présentation en ligne
- 2003: Bretagne, texte Michel Le Bris, 218 s., National Geographic ISBN 2-84582-083-6 • présentation en ligne.
- 2008: Ingrid Bettancourt, derniers jours d’une femme en liberté, préface d’Alain Mingam et Robert Ménard/RSF, Hugo et Compagnie ISBN 978-2-7556-0300-2 • présentation en ligne
- 2011: Des nouvelles d’Alain, dessins d’Emmanuel Guibert, assisté par Frédéric Lemercier, photos d’Alain Keler, 95 pp., Les Arènes, ISBN 978-2-35204-138-2
- 2012: (německy) Reisen zu den Roma, avec Emmanuel Guibert et Frédéric Lemercier, 88 p., Édition Moderne, Zürich ISBN 9783037310908
- 2015: 1982, journal d’un photographe, 72 s., auto édition, ISBN 978-2-9554342-0-8.
- 2018: Journal d’un photographe, Les Éditions de Juillet, ISBN 978-2-36510-063-2.
- 2020: Chaque jour plus de vie…, essai photographique, Association Française des Malades du Myélome Multiple (af3m), Hors commerce. PDF Archivováno 11. 6. 2020 na Wayback Machine.

## Dokumenty
- Le Dernier Voyage (2014), qui raconte le dernier voyage de sa famille pour Auschwitz;
- Parias, les gitans en Europe (2011).

## Ceny a ocenění
- 1980: World Press Photo za fotografii Confessions publiques au chantier naval de Gdansk[9][10],.
- 1986: Grand Prix Paris Match du photojournalisme za Éthiopie, déportation des Éthiopiens du nord vers le sud (Etiopie, deportace Etiopanů ze severu na jih)
- 1986: World Press Photo kategorie příroda: první cena za L’Éthiopie sous la pluie (Etiopie v dešti)
- 1997: Cena W. Eugena Smithe za Vents d’Est, práce o menšinách v bývalém komunistickém světě, New York, USA.
- 2004: Lauréat de la fondation 3P à Paris za projekt « Le pays de la terre qui brûle », ou la complexité du conflit israélo-palestinien.

## Výstavy
- 2016: 1982, journal d’un photographe, Espace photographique Leica, Paříž, říjen 2015
- 2019: Alain Keler – Journal d’un photographe, Galerie Fermé le lundi, Espèce d’espace photographique, Marseille
- 2019: Journal d’un photographe, Visa pour l'image, Couvent des Minimes, Perpignan
- 2019: Chaque jour plus de vie, le journal d‘un patient, le journal d’un soignant, Maison de l’Amérique latine, Paříž
- 2020: Alain Keler, journal d’un photographe, 6. června - 13. září 2020, Geopolis, centre de photojournalisme, Brusel[11]
- 2021: Juke Joint Blues, dans le cadre du Festival Travelling, 1. února - 26. března 2021, Maison des associations, Rennes[12]